# جيولوجيا العراق
جيولوجيا العراق تتضمن تتابعات سميكة من الصخور الرسوبية البحرية والقارية التي تغطي قاعدة جيولوجية غير مُفهومة جيداً، عند نقطة التقاء الصفيحة العربية، الصفيحة الأناضولية، والهضبة الإيرانية.

## التاريخ الجيولوجي، والتطبّق، والتكتونيكا
أقدم الصخور المكشوفة على السطح في العراق هي جزء من تكوين خابور الكوارتزيت الذي يعود إلى العصر الكمبري والعصر الأوردوفيشي. حتى عام 1997، لم تنجح أي أعمال حفر في الوصول إلى صخور ما قبل الكمبري الأساسية. على الأرجح، تكون الصخور الأساسية الأعمق جزءاً من الصفيحة الأفرو-عربية التي تشكلت في راسخة (كراتون) خلال دهر الطلائع. يتمتع شمال شرق العراق بقشرة قارية شبه رقيقة بسبب الصدوع الامتدادية لمحيط التيثيس الجديد والتشوه اللدن للصخور.

### حقبة الحياة القديمة (الباليوزويك) (539–251 مليون سنة مضت)
خلال حقبة الحياة القديمة، كانت الصفيحة العربية امتداداً للصفيحة الأفريقية وجزءاً من قارة غندوانا العظمى، وكانت متوجهة نحو محيط باليو-تيثيس (التيثيس القديم) في الشمال. تشكلت الأخاديد (أحواض الصدع) وتراكمت فيها رواسب سميكة، على الرغم من أن سمك الصخور الرسوبية بشكل عام بلغ حتى أربعة كيلومترات. وصل الحفر في الصحراء الغربية إلى تكوين خابور الكوارتزيت حتى عمق 1.67 كيلومتر دون أن يقود إلى تقديرات أعماق في الأخاديد تصل إلى ثلاثة كيلومترات. في أواخر العصر السيلوري، توقفت عملية الترسيب مرتين بسبب التجبل الكاليدوني، وأدى التجبل الهرسيني إلى توقف في الترسيب خلال العصر الفحمي والعصر البرمي.
يعلو تكوين عكاز (Akkaz Formation) تكوين خابور الكوارتزيت. ترتبط طبقات بيريسبيكي الحمراء (Pirispiki Red Beds) والصخور البركانية في تشالكي (Chalki Volcanics) من العصر الديفوني بحدث العبور البحري العالمي (كاسكاسكيا)، إلى جانب تكوين أورا للطفلة (Ora Shale) وسلسلة من تكوينات الحجر الجيري. ترسب تكوين غارة (Ga'ara Formation) وتكوين تشيا زائيري للحجر الجيري (Chia Zairi Limestone Formation) في العصر البرمي. صخور تشيا زائيري سميكة بشكل خاص - حتى 800 متر - وتتضمن عضو ساتينا التبخّري (Satina Evaporite Member) البالغ سمكه 61 متراً، والذي يُفسر على أنه بداية انقسام الصفيحة العربية إلى الصفيحة الأناضولية والصفيحة الإيرانية. مثل تكوين هارور للحجر الجيري (Harur Limestone Formation) في أوائل العصر الفحمي تغيراً كبيراً في نمط الترسيب استمر خلال حقبتي الحياة الوسطى والحديثة. أصبح الحجر الجيري، والمارل، والتبخر، والطفلة هي الصخور السائدة في شمال العراق بينما كان مزيج من الصخور الفتاتية والكلسية أكثر شيوعاً في الجنوب.

### حقبة الحياة الوسطى (الميزوزويك) (251–66 مليون سنة مضت)
خلال حقبة الحياة الوسطى، انفصلت الصفيحتان الأناضولية والإيرانية بالكامل وفتح محيط التيثيس الجديد (Neo-Tethys Ocean). تمتعت منطقة بلاد الرافدين (المعروفة أيضاً بأخدود بلاد الرافدين الأمامي) والعراق الأوسط بتتابعات رسوبية سميكة بشكل خاص. المحاور الشمالية-الجنوبية شائعة في الثنيات في هذه الصخور. في منطقة الطيّ الأمامي (Zone of Foreland Folding)، تظهر الصخور علامات على رواسب التيار العكر (turbidite) ومراوح تحت البحر.
ترسب تكوين بيدوه للطفلة (Beduh Shale Formation) البالغ سمكه 24 متراً في الفرنينجي (Werfenian), فوق تكوين ميرغا مير للحجر الجيري (Mirga Mir Limestone) البالغ سمكه 200 متر. ويعلوه تكوين جيلي خانه (Geli Khana Formation) الذي يعود إلى الأنيسي واللاديني ويصل سمكه إلى 575 متراً. ترسبت هذه الوحدات بسبب هبوط سريع في القشرة مع تفتتها وانفصال الصفيحة الإيرانية. تشكل تكوين بالوتي للطفلة (Baluti Shale Formation) البالغ سمكه 36 متراً في العصر الرايتي، ويعلوه تكوين كرة تشين (Kurrah Chine Formation) البالغ سمكه 834 متراً والذي يعود إلى الكارني-النوري وتكوين سركي (Sarki Formation) البالغ سمكه 303 أمتار والذي يعود إلى اللياسي. إلى الجنوب أكثر، شكلت ظروف البحيرة الشاطئية ( lagoon) تكوين بطمة (Butmah Formation)، وأنهيدريت عداية (Adaiyah Anhydrite)، وحجر المسّ الجيري (Mus Limestone)، وأنهيدريت آلان (Alan Anhydrite) وتكوين سرجلو (Sargelu Formation). ترسبت تكوينات النجمة (Najmah) وغوتنيا (Gotnia) خلال الكالوفي والتيثوني.
خلال العصر الجوراسي، تراكمت تكوينات نهر عمر (Nahr Umr)، و معضود (Mauddud)، و الرطبة (Rutba) و مساد (Msad) في ما يُعرف الآن بالصحراء الغربية. تراكمت المواد الجيرية والأرجيليت في حوض الطيّ الأمامي (Foreland Folds Belt foreland basin)، بما في ذلك تكوين بلambo (Balambo Formation) البالغ سمكه 762 متراً.
في العصر الطباشيري، حدث إندساس للأفيوليت على شكل مجمع بنجوين-شلير (Penjwin-Shlair Complex)، وتكوين قلقلة للراديولاريت (Qulqula Radiolarites) والمجموعة البركانية لسلسلة خواكورك (Khwakurk Series) بينما شهد حوض الطيّ الأمامي ترسب 270 متراً من الرواسب. تشير الصخور البركانية في كترش (Katarash) إلى ارتفاع وتيارات حمل في الوشاح وانتشار في ظهر القوس. تراكمت سلسلة الطبقات الحمراء (Red Beds Series) بالقرب من منطقة الاندساس، حيث كان قشرة محيط التيثيس الجديد تندس وتستهلك تحت الصفيحتين الأناضولية والإيرانية. تشكلت مجموعة ناوبردان (Naopurdan Group)، ومجموعة جيمو-قنديل (Gimo-Qandil Group) والبركانيات الولاشية (Walash Volcanics) في بيئات أمام القوس وخلفه. صخور تكوينات كولوش (Kolosh) وتنجرو (Tanjero) الفتاتية هي من رواسب الطيّات (flysch) في محيط التيثيس الجديد التي بقيت على الهامش القاري للصفيحة العربية.

### حقبة الحياة الحديثة (السينوزويك) (66 مليون سنة مضت–الحاضر)
تتراوح الرواسب المشتركة من الماسترخي والعصر الباليوسيني من 100 متر فقط إلى 2.79 كيلومتر. خلال الفترة الفجرية، بدأت الصفيحة العربية تندس تحت الصفيحتين الأناضولية والإيرانية بينما أغلق محيط التيثيس الجديد بالكامل. سيطرت البحار الضحلة والبحيرات الشاطئية ( lagoons) على المشهد، مع ترسبات تبخرية دورية مثل تكوين جرجس (Gercus Formation). مواقع أخرى تراكمت فيها طبقات حمراء قارية. ترسبت مجموعة كركوك (Kirkuk Group)، التي تحتوي على حقل كركوك النفطي الكبير، خلال دورات العبور والانحسار هذه في العصر الأوليغوسيني.
تمثل تكوينات الجريبي (Jeribe) وسيريكاغني (Serikagni) وتكوين ذيبان للأنهيدريت (Dhiban Anhydrite) استمراراً لعمليات العبور حتى العصر الميوسيني. ظهر تكوينا الفتحة (Fatha Formation) والغار (Ghar Formation) في الميوسيني الأوسط، مع ظروف بحيرة شاطئية متكررة، قبل أن يُعلن حوض تكوين انجانة الأمامي (Injana Formation foreland basin) نهاية الترسيب البحري.
تتضمن تكوينات المقدادية (Mukdadiyah) وباي حسن (Bai Hassan) 2.5 كيلومتر من الرصيص (Conglomerate) التي تشكلت خلال تكون جبال الألب (ترسب تكونا الدبدبة (Dibdibba) والزهرة (Zahra) المشتركان البالغ سمكهما 354 متراً على شبه المنصة). كان الصدع في القاعدة سمة مميزة لفترة التشوه كبداية لتشكل جبال زاغروس.